# تبادل الأسرى بين إسرائيل وحزب الله 2004
صفقة تبادل الأسرى بين إسرائيل وحزب الله عام 2004 هي صفقة تبادل للأسرى تمت في 29 يناير 2004 بين إسرائيل وحزب الله برعاية ألمانية، وهي أكبر صفقة تبادل للأسرى تحدث بين الطرفين، كان العقل المدبر لها هو قيس عبيد، فقد جرى بموجبها قيام حزب الله بإطلاق سراح العقيد الإسرائيلي إلحانان تاننباوم المختطف من قبل الحزب في أكتوبر 2000 ومعه أيضًا جثث ثلاثة جنود إسرائيليين كانوا قد خُطفوا في عملية لحزب الله على الحدود الإسرائيلية في 7 أكتوبر 2000، مقابل قيام إسرائيل بإطلاق سراح 462 معتقلًا فلسطينيًا ولبنانيًا كان أشهرهم القيادي في حزب الله الشيخ اللبناني عبد الكريم عبيد الذي اختطفته إسرائيل من لبنان عام 1989.

## مجريات الصفقة
بموجب الصفقة فقد أفرجت إسرائيل عن 431 أسير فلسطيني من الضفة الغربية وقطاع غزة و24 أسيرًا لبنانيًا و8 أسرى عرب، وقد كان من أبرز من خرج بالصفقة كُلٌ من القيادي في حزب الله الشيخ عبد الكريم عبيد الذي اختطفه الإسرائيليون من لبنان عام 1989، ومصطفى الديراني الذي اختطفته إسرائيل عام 1994.
كما أفرجت إسرائيل ضمن الصفقة عن المواطن الألماني "ستيفان مارك" الذي اتهمته بالانتماء لحزب الله وبنيته القيام بعملية ضد إسرائيل، كما أعادت إسرائيل بموجب الصفقة جثث 59 مواطنًا لبنانيًا، وكشفت عن مصير 24 مفقودًا لبنانيًا، وسلمت للجانب اللبناني خرائط الألغام في جنوب لبنان وغرب البقاع.
وبالمقابل أفرج حزب الله عن العقيد الإسرائيلي إلحانان تاننباوم المختطف من قبل الحزب في أكتوبر 2000 ومعه أيضًا جثث ثلاثة جنود إسرائيليين "آدي أفيتام" و"بيني أفراهام" والدرزي "عمر سويد" كانوا قد خُطفوا في عملية لحزب الله على الحدود الإسرائيلية في 7 أكتوبر 2000.

## مدبر الصفقة
كان قيس عبيد الذي يعمل مستشارًا لحسن نصر الله ومسؤولًا كبيرًا في حزب الله هو "العقل المدبر" لاختطاف العقيد الإسرائيلي إلحانان تاننباوم. وقيس عبيد كان جده ذياب عبيد وجدته "سعدة دعمة" (زوجة ذياب) قد انتقلا عام 1937 من مدينة طولكرم الفلسطينية ومعهما ابنتيهما "عليا" و"ندى" (والدة قيس) إلى بلدة جبشيت في جنوب لبنان حيث أقاموا هناك في منزل الشيخ عبد الكريم عبيد (المفرج عنه في هذه الصفقة وهو ابن عم ذياب عبيد) حتى عادوا لاحقًا إلى طولكرم عام 1944. كما أنه لاحقًا قد تزوجت ابنة ذياب عبيد "ندى" من ابن عمها "حسن كامل عبيد" وأنجبت منه ابنها قيس عبيد.